# MidsummerSail

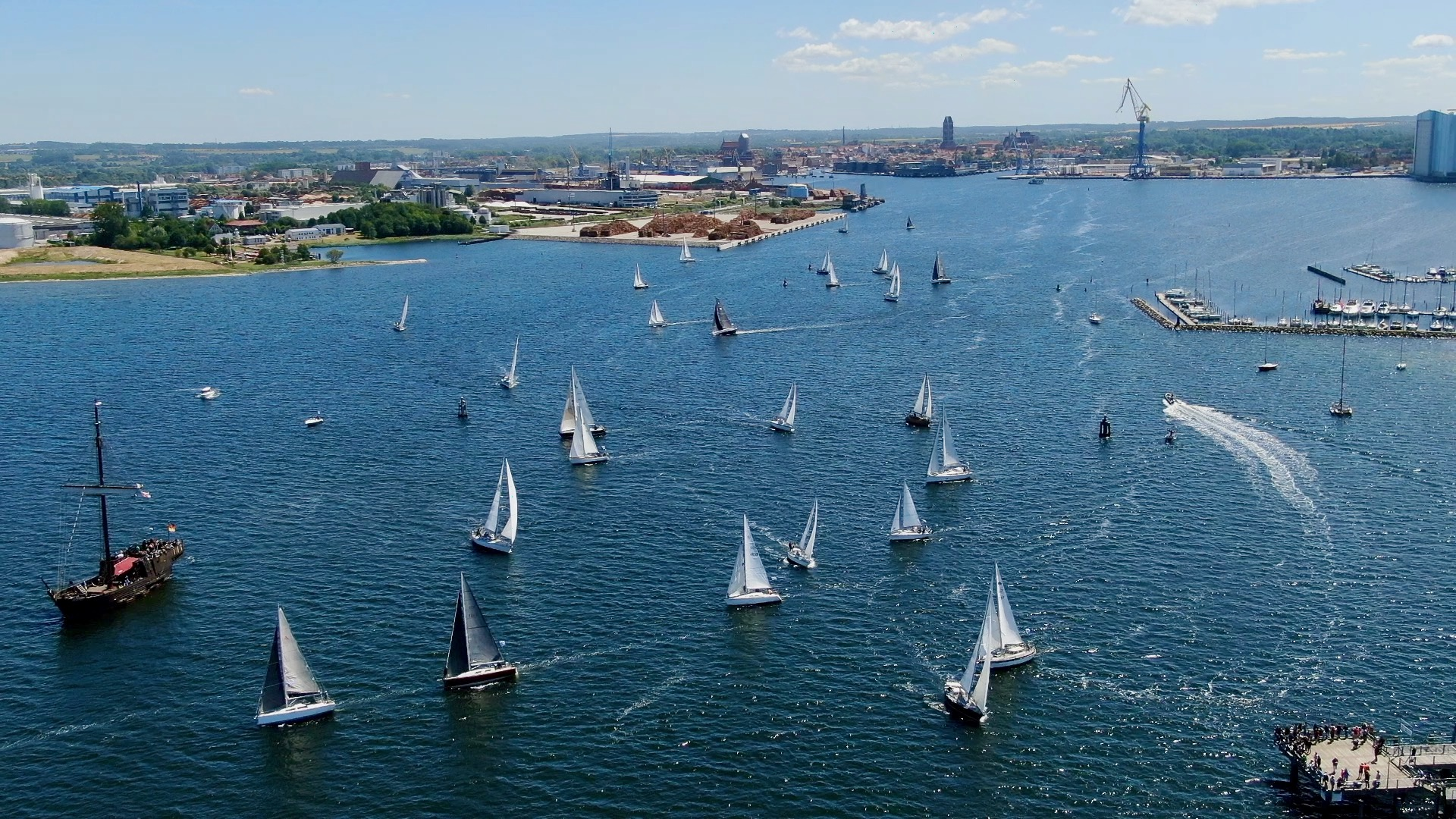
Start des Rennens 2022 vor Wismar

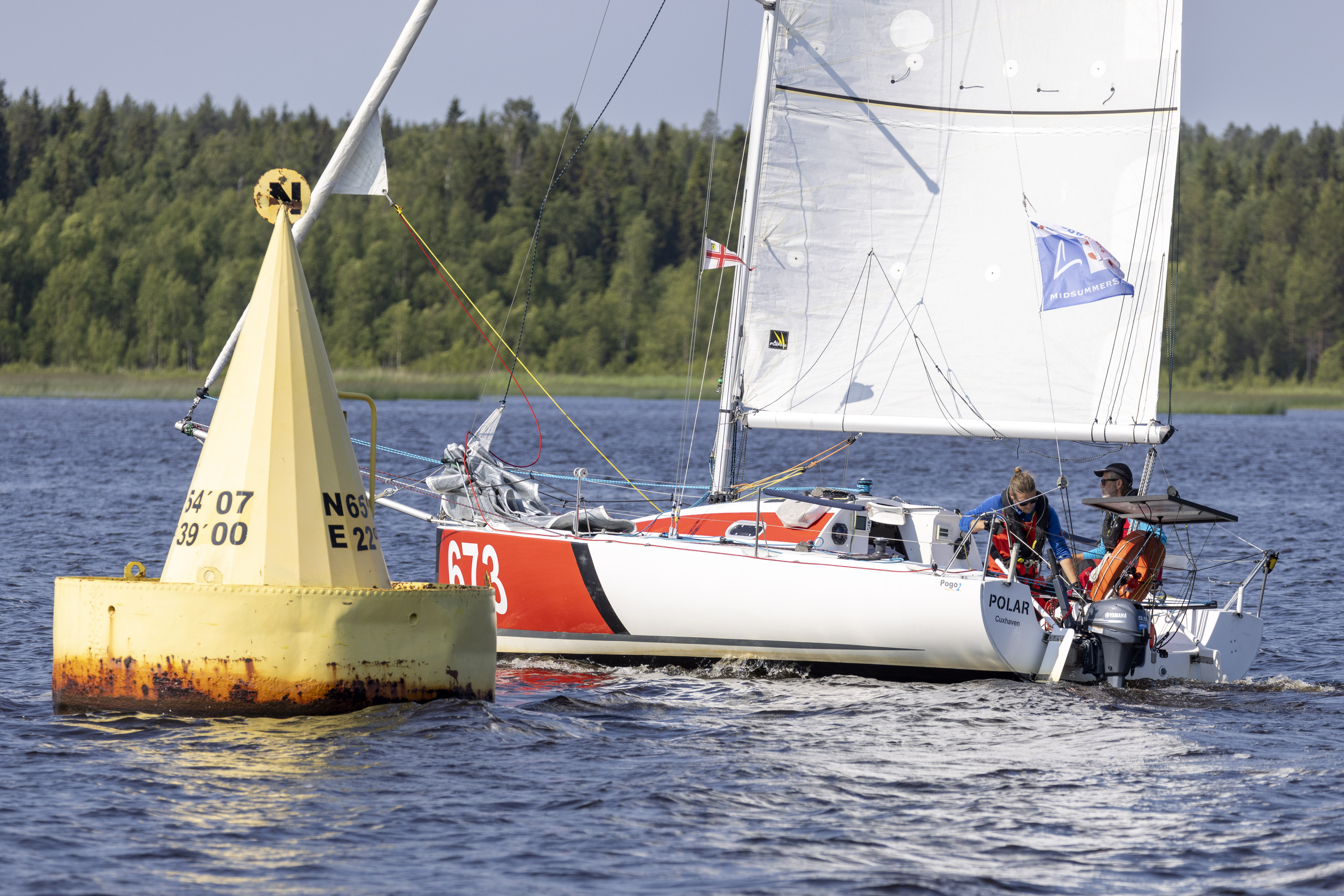
Segelyacht POLAR rundet die Tonne in Töre

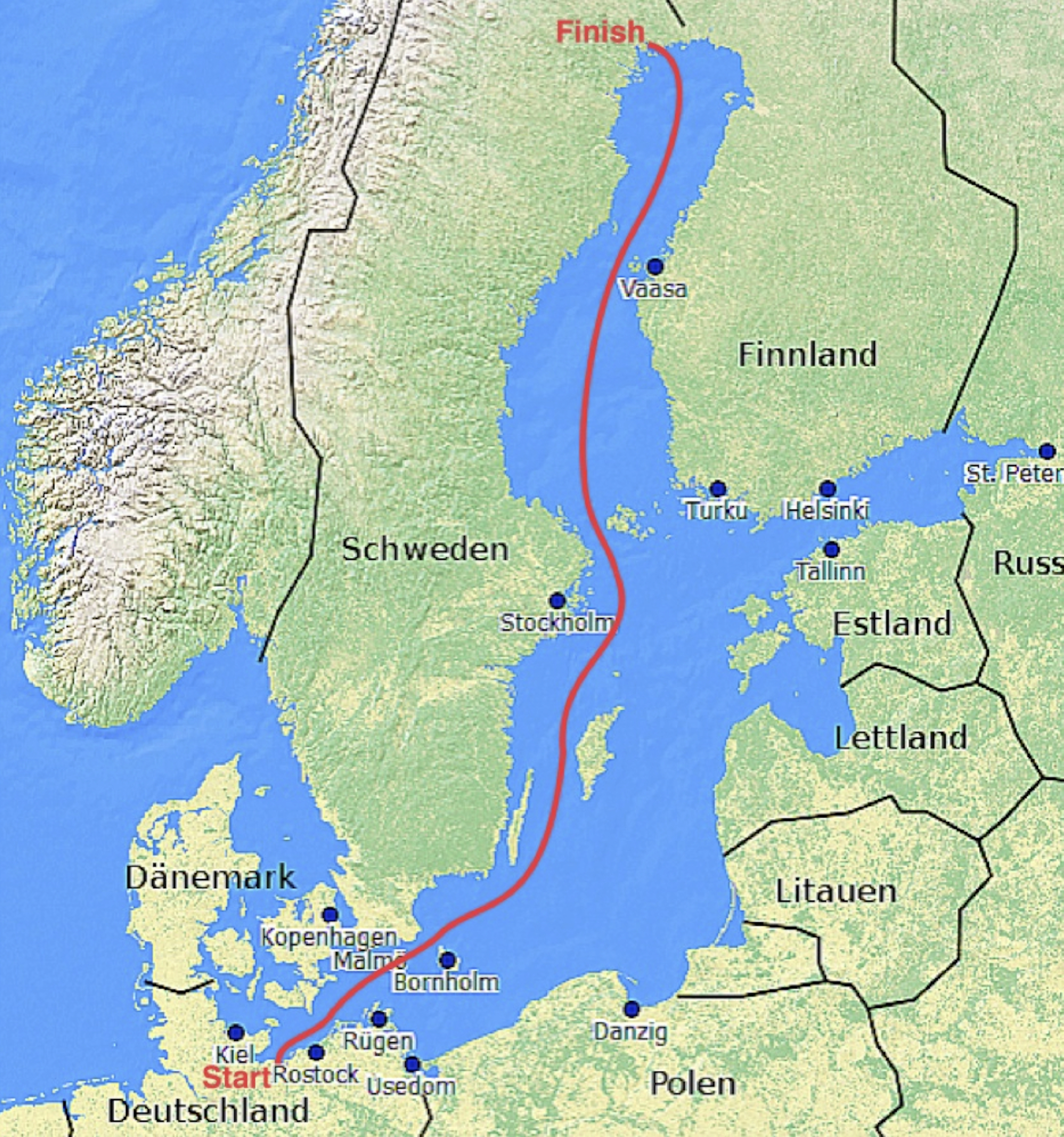
Streckenverlauf MidsummerSail

Die MidsummerSail ist mit 900 Seemeilen das längste Segelrennen auf der Ostsee.
Die MidsummerSail startet am südlichsten segelnd erreichbaren Punkt der Ostsee in der Wismarbucht und endet an der Posttonne von Törehamn, der nördlichsten Tonne der Ostsee vor dem Hafen von Töre. 2016 wurde sie zum ersten Mal mit nur einer teilnehmenden Yacht ausgetragen. 2021 gab es 44 Yachten. Gestartet wird jeweils vor Wismar am 21. Juni des Jahres.
Das Rennen wird nach eigenen Regeln durchgeführt und nicht von einer nationalen Organisation wie dem Deutschen Seglerverband oder der internationalen Vereinigung World Sailing unterstützt.
Ab dem Rennen im Jahr 2022 war es möglich, nach IRC-Vergütung zu segeln. Damit haben unterschiedliche Schiffe die gleiche Chance nach berechneter Zeit zu gewinnen.
Laut der Webseite des Veranstalters wird auch ORC als Vergütung ab dem Rennen 2026 angeboten.
In der Kategorie „schnellster Einrumpfer“ liegt der Rekord für die 900 Seemeilen bei 4 Tagen, 19 Stunden, 7 Minuten und 46 Sekunden und wurde 2022 von der Yacht RED (Class 40) aufgestellt.

## Hintergründe
Ziel der Teilnehmer des Rennens ist es, die knapp 900 Seemeilen unter der Zeit zu bewältigen, welche der Erfinder der MidsummerSail, Robert Nowatzki und seine Crew, Holger Körner für die Tour ursprünglich benötigten. Dies waren 10 Tage, 9 Stunden, 32 Minuten und 20 Sekunden. Für den anschließend organisierten Wettbewerb, diese Zeit zu unterbieten, warten am Ende auf den Gewinner ein Pokal sowie ein Preisgeld in Höhe von 1000 Euro.
| Jahr | gestartete Yachten | Yachten im Ziel |
| ---- | ------------------ | --------------- |
| 2016 | 1                  | 1               |
| 2017 | 7                  | 5               |
| 2018 | 4                  | 1               |
| 2019 | 20                 | 9               |
| 2020 | 24                 | 18              |
| 2021 | 44                 | 29              |
| 2022 | 60                 | 55              |
| 2023 | 63                 | 39              |
| 2024 | 80                 | 52              |
| 2025 | 86                 |                 |

|          | Monohull                      | Multihull                   | Smallest Crew               | Smallest Boat                | IRC              |
| -------- | ----------------------------- | --------------------------- | --------------------------- | ---------------------------- | ---------------- |
| Bestzeit | 4 - 19 - 7 - 46               | 5 - 0 - 38 - 16             | 5 - 0 - 38 - 16             | 7 - 20 - 30 - 39             | 6 - 18 - 38 - 28 |
| Yacht    | RED, Class 40 (GER)           | FLANEUR, Farrier F82R (GER) | FLANEUR, Farrier F82R (GER) | POLAR, Class Mini 6.50 (GER) | LUFT, X-55 (SWE) |
| Skipper  | Mathias Müller von Blumencron | André Bätz                  | André Bätz                  | Jörn Siedhoff                | Carl Urban       |
| Jahr     | 2022                          | 2022                        | 2022                        | 2022                         | 2024             |

## Zwischenfälle
2025 kenterte der teilnehmende Trimaran Seacart 30 “Avanza” am 22. Juni nachmittags zwischen den Inseln Rügen und Bornholm. Der Skipper wurde unverletzt von dem in der Nähe befindlichen Forschungsschiff Deneb aufgenommen und von einem dänischen Rettungshubschrauber vorsorglich in ein Krankenhaus in Roskilde geflogen.